# دوني غرين (لاعب كرة قدم أمريكية)
دوني غرين (بالإنجليزية: Donny Green)‏ هو لاعب كرة قدم أمريكية أمريكي، ولد في 18 سبتمبر 1977 في جيسوب في الولايات المتحدة.

## وصلات خارجية
- دوني غرين (لاعب كرة قدم أمريكية) على موقع مرجع كرة القدم المحترفة.كوم (الإنجليزية)